# Mare de Déu de Częstochowa
La Verge Negra de Częstochowa (Czarna Madonna o Matka Boska Częstochowska en polonès, Imago thaumaturga Beatae Virginis Mariae Immaculatae Conceptae, in Claro Monte en llatí, Ченстоховская икона Божией Матери en Eslau eclesiàstic) és una icona sagrada de la Verge Maria, que és la més venerada relíquia de Polònia i un dels seus símbol nacionals.

## Icona

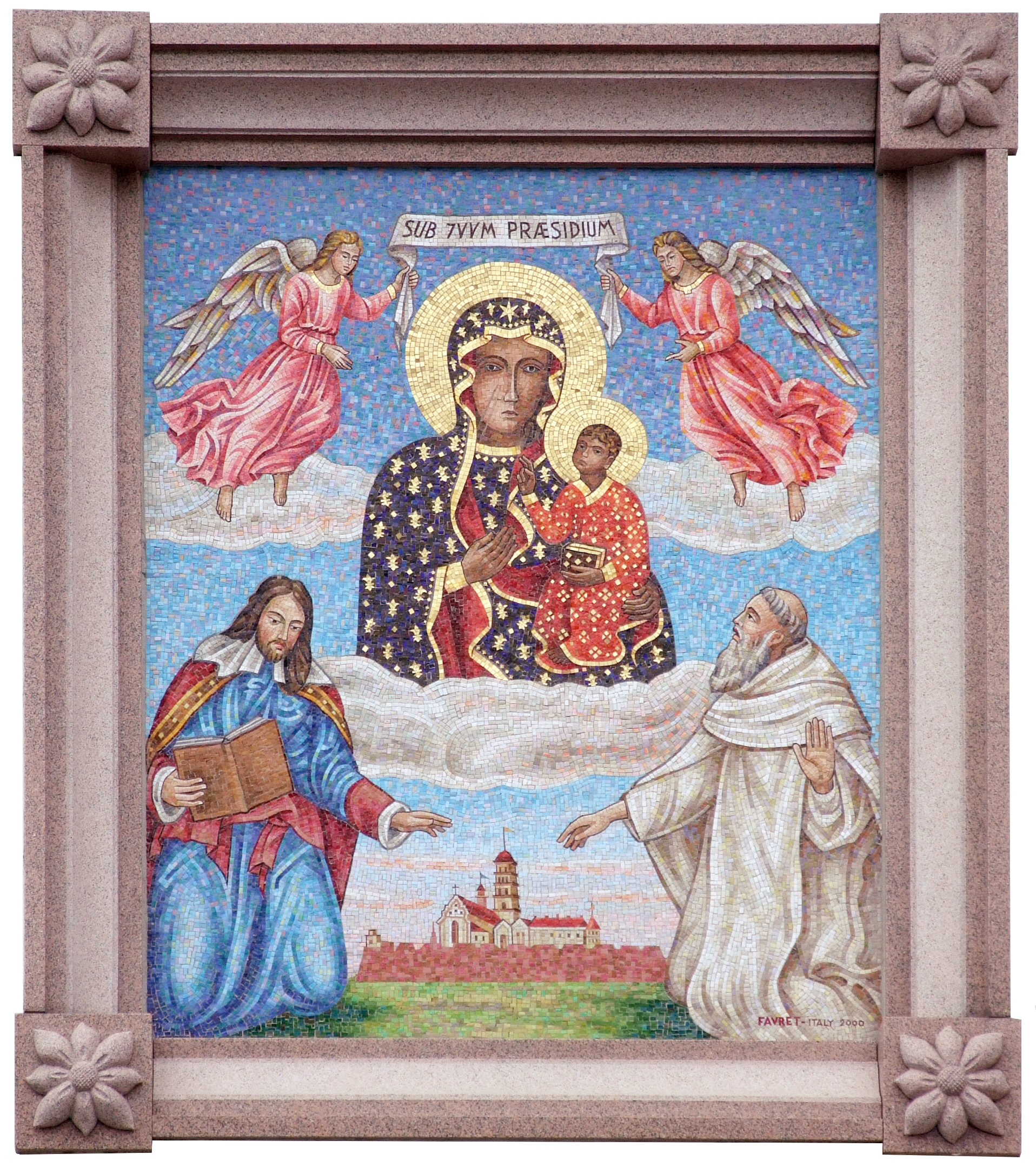
Mosaic a Jasna Góra, Częstochowa.

Els seus orígens i la seva data de composició està encara en discussió entre els especialistes. La dificultat es troba en què la imatge original es va tornar a pintar després que els hussites la varen fer malbé el 1430. Els restauradors de l'edat mitjana no estaven familiaritzats amb aquelles pintures, i varen esborrar la imatge original i repintar-la sobre la fusta origial, que es considerava sagrada pel seu origen llegendari com a tauler superior de la Sagrada Família.
La pintura desenvolupa una tradicinal composició ben coneguda a les icones de l'Església Ortodoxa. La Verge Maria és mostrada com l'Odegetria" ("La que mostra el Camí"). La Verge hi dirigeix l'atenció fora d'ella mateixa, assenyalant amb la mà dreta cap a Jesús com a font de salvació. Alhora el Nen allarga la mà dreta cap a l'observador en senyal de benedicció, aixecant un llibre amb els Evangelis amb la mà esquerra. La icona mostra la Verge amb un mantell ornat amb la flor de lis.

## Història
Tot i que la Icona de la Nostra Senyora de Częstochowa està molt lligada a Polònia en els seus darrers 600 anys, la seva història prèvia a l'arribada a Częstochowa està envoltada de nombroses llegendes que remonten la icona fins a Sant Lluc, que l'hauria pintada sobret una fusta de xiprer de la casa de la Sagrada Família.
A causa de la Verge Negra, Częstochowa és considerat com el Santuari de Polònia més popular, pel pelegrinatge que realitzen molts catòlics polonesos. Amb freqüència, la gent es posa a ambdós costats de la carretera donant menjar als peregrins que caminen durant un dia sencer cap a Częstochowa.

## Culte
El 13 d'abril de 1904 el Papa Pius X, a petició del bisbe polonès Stanisława Zdzitowiecki, va aprovar la festa de la Verge de Częstochowa, que des del 1906 se celebra el primer dimecres després del 24 d'agost. Els ucraïnesos també tenen una especial devoció a la Verge de Częstochowa.